# Икэнобо

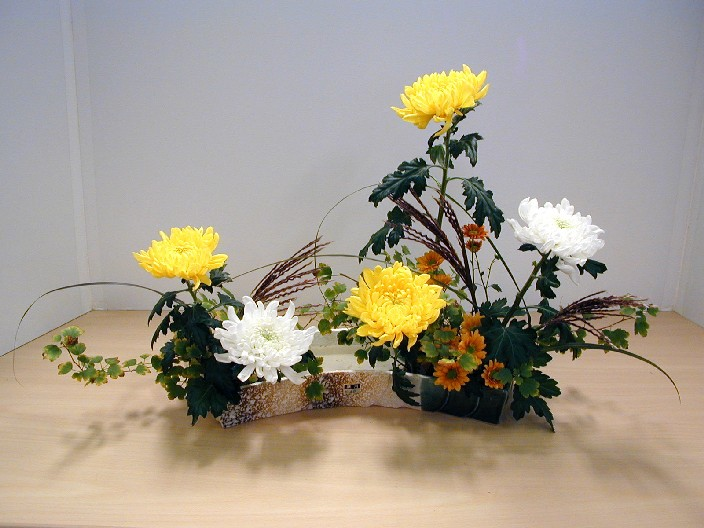
Икебана. Свободная форма

Икэнобо — одна из трех основных школ икебаны.

## История
Икэнобо считается первой школой развития икебаны. Икэнобо была основана в середине XV века Икэнобо Сэнкэем — священнослужителем буддийского храма Роккаку-до в городе Киото. В школе Икэнобо, в отличие от других школ, до сих пор культивируют старые стили икебаны, такие как стиль Рикка и Сёка. Икебана в стиле Рикка первоначально использовалась для украшения храмов, сейчас используется в основном для религиозных ритуалов и торжеств. Этот стиль отражает величие природы. Например, сосновые ветви символизируют скалы и камни, а белые хризантемы символизируют реки или небольшие ручейки.
В настоящее время школу Икэнобо возглавляет 45-й глава, потомок Оно-но Имоко — Сэн Эй Икэнобо. В 1977 году и в 1999 году появились новые стили школы на основе стилей Рикка и Сёка. Традиционный стиль Рикка в настоящее время называется Рикка Сёфутай. Свободные современные композиции этого стиля принято называть Рикка Симпутай.